# NHK Trophy de 2012
NHK Trophy de 2012 foi a trigésima terceira edição do NHK Trophy, um evento anual de patinação artística no gelo organizado pela Federação Japonesa de Patinação (em japonês:  日本スケート連盟), e que fez parte do Grand Prix de 2012–13. A competição foi disputada entre os dias 23 de novembro e 25 de novembro, na cidade de Sendai, Japão.

## Eventos
- Individual masculino
- Individual feminino
- Duplas
- Dança no gelo

## Medalhistas
| Evento                        | Ouro                                         | Prata                                            | Bronze                                            |
| Individual masculino detalhes | Yuzuru Hanyu · Japão                         | Daisuke Takahashi · Japão                        | Ross Miner · Estados Unidos                       |
| Individual feminino detalhes  | Mao Asada · Japão                            | Akiko Suzuki · Japão                             | Mirai Nagasu · Estados Unidos                     |
| Duplas detalhes               | Vera Bazarova · Yuri Larionov · Rússia       | Kirsten Moore-Towers · Dylan Moscovitch · Canadá | Marissa Castelli · Simon Shnapir · Estados Unidos |
| Dança no gelo detalhes        | Meryl Davis · Charlie White · Estados Unidos | Elena Ilinykh · Nikita Katsalapov · Rússia       | Maia Shibutani · Alex Shibutani · Estados Unidos  |

## Resultados

### Individual masculino
| Pos.              | Nome              | Nacionalidade  | Pontos | PC        | PL         |
| ----------------- | ----------------- | -------------- | ------ | --------- | ---------- |
| Medalha de ouro   | Yuzuru Hanyu      | Japão          | 261.03 | 95.32 (1) | 165.71 (1) |
| Medalha de prata  | Daisuke Takahashi | Japão          | 251.51 | 87.47 (2) | 164.04 (2) |
| Medalha de bronze | Ross Miner        | Estados Unidos | 235.37 | 73.41 (4) | 161.96 (3) |
| 4                 | Javier Fernández  | Espanha        | 232.78 | 86.23 (3) | 146.55 (5) |
| 5                 | Richard Dornbush  | Estados Unidos | 217.56 | 70.05 (6) | 147.51 (4) |
| 6                 | Kevin Reynolds    | Canadá         | 216.26 | 70.20 (5) | 146.06 (6) |
| 7                 | Sergei Voronov    | Rússia         | 214.88 | 70.03 (7) | 144.85 (7) |
| 8                 | Adam Rippon       | Estados Unidos | 210.47 | 67.89 (8) | 142.58 (8) |
| 9                 | Andrei Rogozine   | Canadá         | 182.39 | 67.70 (9) | 114.69 (9) |
| WD                | Daisuke Murakami  | Japão          | —      | — (WD)    |            |

### Individual feminino
| Pos.              | Nome                 | Nacionalidade  | Pontos | PC        | PL         |
| ----------------- | -------------------- | -------------- | ------ | --------- | ---------- |
| Medalha de ouro   | Mao Asada            | Japão          | 185.27 | 67.95 (1) | 117.32 (2) |
| Medalha de prata  | Akiko Suzuki         | Japão          | 185.22 | 58.60 (5) | 126.62 (1) |
| Medalha de bronze | Mirai Nagasu         | Estados Unidos | 176.68 | 61.18 (2) | 115.50 (3) |
| 4                 | Li Zijun             | China          | 174.11 | 59.62 (3) | 114.49 (4) |
| 5                 | Agnes Zawadzki       | Estados Unidos | 160.37 | 55.02 (7) | 105.35 (5) |
| 6                 | Elene Gedevanishvili | Geórgia        | 156.96 | 57.50 (6) | 99.46 (6)  |
| 7                 | Ksenia Makarova      | Rússia         | 156.52 | 58.93 (4) | 97.59 (7)  |
| 8                 | Haruka Imai          | Japão          | 145.42 | 48.10 (9) | 97.32 (8)  |
| 9                 | Sofia Biryukova      | Rússia         | 139.12 | 49.31 (8) | 89.81 (9)  |

### Duplas
| Pos.              | Nome                                    | Nacionalidade  | Pontos | PC        | PL         |
| ----------------- | --------------------------------------- | -------------- | ------ | --------- | ---------- |
| Medalha de ouro   | Vera Bazarova / Yuri Larionov           | Rússia         | 192.02 | 65.61 (1) | 126.41 (1) |
| Medalha de prata  | Kirsten Moore-Towers / Dylan Moscovitch | Canadá         | 180.63 | 65.14 (2) | 115.49 (2) |
| Medalha de bronze | Marissa Castelli / Simon Shnapir        | Estados Unidos | 174.51 | 61.85 (3) | 112.66 (3) |
| 4                 | Alexa Scimeca / Chris Knierim           | Estados Unidos | 163.10 | 54.41 (5) | 108.69 (4) |
| 5                 | Anastasia Martiusheva / Alexei Rogonov  | Rússia         | 162.25 | 57.07 (4) | 105.18 (5) |
| 6                 | Lindsay Davis / Mark Ladwig             | Estados Unidos | 143.70 | 45.61 (6) | 98.09 (6)  |
| 7                 | Nicole Della Monica / Matteo Guarise    | Itália         | 121.53 | 42.14 (7) | 79.39 (7)  |

### Dança no gelo
| Pos.              | Nome                              | Nacionalidade  | Pontos | DC        | DL         |
| ----------------- | --------------------------------- | -------------- | ------ | --------- | ---------- |
| Medalha de ouro   | Meryl Davis / Charlie White       | Estados Unidos | 178.48 | 69.86 (1) | 108.62 (1) |
| Medalha de prata  | Elena Ilinykh / Nikita Katsalapov | Rússia         | 156.62 | 59.96 (3) | 96.66 (2)  |
| Medalha de bronze | Maia Shibutani / Alex Shibutani   | Estados Unidos | 154.56 | 60.84 (2) | 93.72 (3)  |
| 4                 | Nicole Orford / Thomas Williams   | Canadá         | 130.10 | 49.76 (4) | 80.34 (4)  |
| 5                 | Cathy Reed / Chris Reed           | Japão          | 124.46 | 48.33 (5) | 76.13 (5)  |
| 6                 | Penny Coomes / Nicholas Buckland  | Reino Unido    | 122.80 | 46.72 (6) | 76.08 (6)  |
| 7                 | Huang Xintong / Zheng Xun         | China          | 119.56 | 45.99 (7) | 73.57 (7)  |
| 8                 | Yu Xiaoyang / Wang Chen           | China          | 108.28 | 40.92 (8) | 67.36 (8)  |

## Quadro de medalhas
| Ordem | País           | Medalha de ouro | Medalha de prata | Medalha de bronze |    | Ordem por total |
| ----- | -------------- | --------------- | ---------------- | ----------------- | -- | --------------- |
| 1     | Japão          | 2               | 2                |                   | 4  | 2               |
| 2     | Rússia         | 1               | 1                |                   | 2  | 3               |
| 3     | Estados Unidos | 1               |                  | 4                 | 5  | 1               |
| 4     | Canadá         |                 | 1                |                   | 1  | 4               |
| TOTAL | TOTAL          | 4               | 4                | 4                 | 12 | —               |